# Elisabet Ouchterlony
Marie Elisabet Charlotte Ouchterlony, född 15 maj 1842 i Helsingør, död 21. mars 1890 i Frederiksberg, var en dansk skolledare, författare och feminist.

## Biografi
Elisabet Ouchterlony var dotter till Elisabeth Christiane Nielsen (ca. 1803-1888) och den svenske skvadronchefen Mauritz Edvard Ouchterlony (1799-1866). Hon föddes i Danmark men levde sedan sina första tio år i Sverige, innan hon slutligen bosatte sig i Frederiksberg i Danmark 1852. Hon och hennes syster Mathilda ärvde en förmögenhet efter sin far vid hans död 1866, och hon gifte sig aldrig. 
Hon var 1868-1869 anställd som lärare vid N. Zahles Skole, och öppnade 1871 en egen flickskola med Tagea Johansen. 
År 1871 var hon, tillsammans med Mathilde Bajer, Caroline Testman och Tagea Johansen, medgrundare till Dansk Kvindesamfund, och därmed även en av den danska kvinnorörelsens pionjärer. Hon tillhörde länge DK:s styrelse och utformade den danska kvinnorörelsens grund och politik. 
År 1885 blev hon medgrundare till Kvindelig Fremskridtsforening tillsammans med Mathilde Bajer. 
Hon bidrog till den svenska kvinnotidningen Tidskrift för hemmet.
Ouchterlony var partipolitiskt engagerad. Hon var medlem i Socialdemokratiet från 1885 fram till dess sprängning 1890, och därefter medgrundare av Det revolutionære socialistiske Arbejderparti. 
Elisabet Ouchterlony var även författare. Hon utgav 1871 Historiske Fortællinger for Ungdommen, 1872 Ledetraad i Nordens Historie og Geografi och Blade fra danske Kvinder. 